# Hélder Lopes (Politiker)

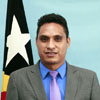
Hélder Lopes

Hélder Lopes ist ein osttimoresischer Politiker. Von 2015 bis 2017 war er stellvertretender Finanzminister des Landes. 2023 hatte er das Amt für wenige Monate wieder inne, bevor er Gouverneur der Zentralbank von Osttimor wurde. Lopes ist Mitglied der Partei Congresso Nacional da Reconstrução Timorense (CNRT).

## Werdegang
Lopes begann sein Studium an der Universidade Nasionál Timór Lorosa’e (UNTL) 2000 und schloss es 2007 mit einem Bachelor of Science in Agrarökonomie ab. In dieser Zeit arbeitete er in der Forschung auch als Teamleiter. Seinen Master erhielt er 2010 an der Michigan State University (MSU).
Von 2006 bis 2008 arbeitete Lopes als Programmentwicklungsspezialist und Umweltbeamter mit dem Development Alternatives and Education Development Center. Bevor er im Finanzministerium anfing zu arbeiten, war er als Nationaler Wirtschaftsberater für die Asiatische Entwicklungsbank (ADB) tätig.
Von 2011 bis 2015 war Lopes als örtlicher Wirtschaftsberater und Chefökonom im Wirtschaftspolitischen Direktorat des Finanzministeriums tätig. Gleichzeitig führte er das Direktorat als amtsführender Koordinator. Es folgte eine Beförderung zum Stabschef. Von 2013 bis 2015 war Lopes der Ansprechpartner des Ministeriums für internationale Organisationen, wie CPLP, ASEAN, Sonderwirtschaftszonen und UN ESCAP.
Am 16. Februar 2015 wurde Lopes im Rahmen der Regierungsumbildung unter dem neuen Premierminister Rui Maria de Araújo zum stellvertretenden Finanzminister vereidigt. Mit Antritt der VII. Regierung am 15. September 2017 endete die Amtszeit von Lopes im Kabinett.
Am 1. Juli 2023 wurde Lopes in der IX. Regierung erneut stellvertretender Finanzminister, übernahm aber stattdessen am 13. September das Amt des Gouverneurs der Zentralbank von Osttimor.

## Sonstiges
Neben seinem Amt unterrichtet Lopes in verschiedenen Fächern in Teilzeit an der UNTL, am Dili Institute of Technology (DIT) und am Institute of Business (IOB). Außerdem verfasst er Artikel über Wirtschaft und ländliche Entwicklung in nationalen Zeitungen.
Lopes ist ein großer Fußballfan und Anhänger des FC Barcelona. Seine Leidenschaft zeigt sich auch in seiner Angewohnheit immer wieder Analogien mit Fußballbegriffen zu verwenden.